# Laurențiu Profeta
Laurențiu Profeta (n. 12 ianuarie 1925, București, d. 22 august 2006) a fost un compozitor român evreu în special de muzică ușoară, dar și de muzică simfonică, vocal simfonică, instrumentală și corală.
A studiat la Universitatea Națională de Muzică din București, cu Ioan Dumitru Chirescu la disciplina teorie și solfegiu, cu Paul Constantinescu (armonie), Alfred Mendelsohn  
(contrapunct, compoziție), Silvia Căpățână (pian), Vasile Popovici (istoria muzicii) și la Conservatorul de la Moscova. 
Laurențiu Profeta a fost pasionat și de filozofie, urmând în paralel și cursurile Facultății de Filozofie din București pe care a absolvit-o. 
În particular a studiat cu Alfred Mendelsohn – compozitie și cu Florica Musicescu – pian. Datorită rezultatelor foarte bune în facultate, a obținut o bursă de perfecționare
la Conservatorul Ceaikovski din Moscova, unde a studiat cu Messner - compoziție, Golubev - polifonie, Bercov - armonie și cu Zukerman - forme muzicale. 
Între anii 1949 și 1953 a îndeplinit funcția de director adjunct al Societății Române de Radiodifuziune, apoi a fost șeful Direcției de muzică din cadrul Ministerului Culturii (1953-1955; 1959-1961).
Pasionat de literatură și filozofie, a publicat articole în Revista Muzica, Studii de Muzicologie în ziarele Scânteia, Contemporanul, România Liberă, Flacăra etc.
A susținut conferințe, referate, comunicări științifice în țară și peste hotare (Roma, 1962). 
A făcut parte din jurii naționale și internaționale de concursuri muzicale reprezentând Romania la Paris, Roma, Viena, Berlin, Praga, Bruxelles etc.
A compus muzica filmului „De-aș fi Peter Pan” (1991).
A scris și un musical pentru Teatrul Evreiesc de Stat, despre un cunoscut Păcală iudeu, „Hershale”.
În anul 1993 la Teatrul Național de Operă și Balet din Chișinău a fost montat de regizorul Mihai Timofti spectacolul "Peter Pan" de L. Profeta, unde au participat elevii Liceului de muzică "Eugen Coca" / "Ciprian Porumbescu", copiii cântând live și interpretând rolurile principale alături de soliștii teatrului.  

## Filmografie

### Muzică de film
- Trei scrisori secrete (1974)
- Mastodontul (1975)
- Mireasa din tren (1980)
- Taina jocului de cuburi (1990) - în colaborare cu George Natsis
- De-aș fi Peter Pan (1992)

## Premii și distincții
- Premiul „George Enescu” (1946)
- Medalia „A cincea aniversare a Republicii Populare Române” (24 decembrie 1952) „pentru lupta și munca duse în vederea făuririi, consolidării și prosperării Republicii Populare Române”[12]
- Ordinul Muncii clasa a III-a (13 octombrie 1953) pentru contribuția sa la „munca de pregătire și desfășurare a celui de-al IV-lea Festival Mondial al Tineretului și Studenților pentru Pace și Prietenie⁠(d)”[13]
- Premiul III de compoziție „George Enescu” (1953)
- Ordinul Muncii clasa a III-a (12 august 1959) „pentru activitate rodnică în dezvoltarea științei și culturii din Republica Populară Romînă”[14]
- Mențiune la Concursul international al Festivalului Internațional al Tineretului de la Viena (1959)
- Premiul III, Mamaia (1969)
- Ordinul Meritul Cultural clasa a – III – a (1969)
- Premiul Uniunii Compozitorilor (1968, 1969, 1977, 1984)
- Marele Premiu al Uniunii Compozitorilor și Muzicologilor (1999)
- Premiul I la Festivalul Național de Cântece pentru Copii de la Cairo (1999)
- Diploma de excelență pentru întreaga activitate (Festivalul Mamaia, 2000)[15]